# Міста Рівненської області

Рівненська область на карті України

До складу Рівненської області входять 11 міст. Найбільшим за населенням є Рівне з населенням у 243 873 осіб за даними Державної служби статистики України від 1 січня 2022 року.
Отримати статус міста в України мають право населені пункти, які мають населення понад 10 000 осіб. Цей статус мають чимало міст, які не задовольняють цій вимозі, виходячи з їхнього історичного, економічного або географічного значення. До міської території часто входять прилеглі поселення, які становлять з ним єдину соціальну, економічну та історичну спільність.
У списку показані міста Рівненської області, офіційні назви українською мовою, їхня площа, населення (за даними перепису 2001 року й інформації Державної служби статистики України від 1 січня 2022 року), географічні координати адміністративних центрів, мовний склад (зазначені мови, що становлять понад 1% від населення громади за даними Всеукраїнського перепису населення 2001 року), положення на карті області.
Міста України до 2020 року могли мати обласне та районне значення. Обласне значення мали 4 міста:  Вараш, Дубно, Острог і Рівне. Районного значення 7 міст: Березне, Дубровиця, Здолбунів, Корець, Костопіль, Радивилів і Сарни. Внаслідок адміністративно-територіальної реформи 2020 року усі міста в Україні (в тому числі обласні центри, і міста обласного значення) включені до складу районів.

## Список міст
| Назва     | Зображення | Площа (км²) | Населення (за роками перепису та державної статистики) | Населення (за роками перепису та державної статистики) | Рідна мова (2001)                     | Карта                                                                             |
| Назва     | Зображення | Площа (км²) | 2001                                                   | 2022                                                   | Рідна мова (2001)                     | Карта                                                                             |
| --------- | ---------- | ----------- | ------------------------------------------------------ | ------------------------------------------------------ | ------------------------------------- | --------------------------------------------------------------------------------- |
| Березне   |            | 3,5         | 13 669                                                 | 13 126                                                 | українська — 98,84% російська — 1,02% | 51°00′03″ пн. ш. 26°45′03″ сх. д. / 51.00083° пн. ш. 26.75083° сх. д. · Березне   |
| Вараш     |            | 11,31       | 38 830                                                 | 41 711                                                 | українська — 90,42% російська — 9,27% | 51°20′40″ пн. ш. 25°51′03″ сх. д. / 51.34444° пн. ш. 25.85083° сх. д. · Вараш     |
| Дубно     |            | 27          | 39 146                                                 | 36 901                                                 | українська — 96,15% російська — 3,34% | 50°23′35″ пн. ш. 25°44′06″ сх. д. / 50.39306° пн. ш. 25.73500° сх. д. · Дубно     |
| Дубровиця |            | 8,88        | 9 644                                                  | 9 343                                                  | українська — 97,69% російська — 1,80% | 51°34′27″ пн. ш. 26°33′54″ сх. д. / 51.57417° пн. ш. 26.56500° сх. д. · Дубровиця |
| Здолбунів |            | 12,49       | 24 612                                                 | 24 501                                                 | українська — 94,50% російська — 5,05% | 50°30′34″ пн. ш. 26°15′35″ сх. д. / 50.50944° пн. ш. 26.25972° сх. д. · Здолбунів |
| Корець    |            | 6           | 8 649                                                  | 6 914                                                  | українська — 98,47% російська — 1,31% | 50°37′02″ пн. ш. 27°09′39″ сх. д. / 50.61722° пн. ш. 27.16083° сх. д. · Корець    |
| Костопіль |            | 15,99       | 30 467                                                 | 30 838                                                 | українська — 97,28% російська — 2,46% | 50°53′00″ пн. ш. 26°26′35″ сх. д. / 50.88333° пн. ш. 26.44306° сх. д. · Костопіль |
| Острог    |            | 10,9        | 14 801                                                 | 14 894                                                 | українська — 97,32% російська — 2,42% | 50°19′45″ пн. ш. 26°30′50″ сх. д. / 50.32917° пн. ш. 26.51389° сх. д. · Острог    |
| Радивилів |            | 6,4         | 10 311                                                 | 10 427                                                 | українська — 98,50% російська — 1,32% | 50°07′43″ пн. ш. 25°15′52″ сх. д. / 50.12861° пн. ш. 25.26444° сх. д. · Радивилів |
| Рівне     |            | 64          | 248 813                                                | 243 873                                                | українська — 92,08% російська — 7,48% | 50°37′11″ пн. ш. 26°15′05″ сх. д. / 50.61972° пн. ш. 26.25139° сх. д. · Рівне     |
| Сарни     |            | 21,15       | 28 144                                                 | 28 626                                                 | українська — 95,22% російська — 4,18% | 51°19′37″ пн. ш. 26°37′59″ сх. д. / 51.32694° пн. ш. 26.63306° сх. д. · Сарни     |